# Arqueiro Verde em outras mídias
Arqueiro Verde, um super-herói da DC Comics, tem aparecido em outras mídias, além dos quadrinhos, desde 1973, incluindo espetáculos de animação, produções live-action, e jogos de vídeo.

## Televisão

### Animação

#### Superamigos
A primeira aparição televisiva do Arqueiro Verde, foi em 1973, em um único episódio de Superamigos e foi dublado por Norman Alden. Ele era conhecido como um "Membro leal da Liga da Justiça da América".

#### Liga da Justiça Sem Limites
O Arqueiro fez inúmeras aparições na série animada Liga da Justiça Sem Limites, dublado por Kin Shriner. Ele foi o primeiro novo herói visto para ser introduzido na série renovada no episódio "Initiation". Nesta versão, o Arqueiro Verde está relutante em se juntar a Liga como ele acredita que está associada a um grupo que tende a se concentrar em ameaças extra-normal irá distraí-lo de seu objetivo principal: proteger "o pequeno rapaz". No entanto, suas fortes convicções políticas de esquerda (apresentado por sua citação "Eu sou um canhoto velho" do episódio "Flashpoint") e sua defesa, às vezes irreverente deles, são principais razões da Liga da Justiça insiste em recrutá-lo como uma voz proeminente da equipe. Isso prova instrumental durante o incidente Projeto Cadmus onde seu conselho é fundamental na prevenção da Liga da Justiça perigosamente exagerando aos seus inimigos que poderiam ter danificado a equipe em um equivalente dos totalitários Lordes da Justiça.
Nesta versão animada, o Arqueiro Verde ainda é um bilionário, tendo vendido sua empresa para dedicar tempo às suas atividades voluntárias e ativistas exclusivamente, e desenvolve um relacionamento romântico com a Canário Negro, ao longo da série. Ricardito faz uma aparição durante o show no episódio "Patriot Act". Enquanto o Arqueiro Verde refere-se a Ricardito como seu "ex-ajudante", Ricardito prefere o termo "ex-parceiro". De acordo com o TV Guide para a semana de 25-31 de julho, Shriner apareceu no estúdio de gravação vestido como o Arqueiro Verde.

#### The Batman
Arqueiro Verde apareceu pela primeira vez na quinta temporada, no episódio "Vertigo". Esta versão do Arqueiro Verde é motivada em grande parte por um desejo de vingança contra o Conde Vertigo, um ex-funcionário que usou a tecnologia roubada das Indústrias Queen à vertente ele em uma ilha deserta. Ele também é proeminente no final da série, "Lost Heroes", revelando suas frustrações por ter sido ignorado em favor dos membros superpoderosos da Liga. Ele foi dublado por Chris Hardwick. A aparência do Arqueiro Verde é uma reminiscência dos seus congêneres de 1970 dos quadrinhos.

#### Batman: Os Bravos e Destemidos
Arqueiro Verde aparece em Batman: Os Bravos e Destemidos, muitas vezes retratado como rival amigável do Batman. Seu projeto mais uma vez se assemelha a sua interpretação da Era de Ouro e de Prata. James Arnold Taylor faz a dublagem. No primeiro episódio, "The Rise of the Blue Beetle!", Arqueiro Verde e Batman são presos pelo Rei Relógio, mas eles escapam e derrotam o vilão. Ele e o Batman são chamados por Merlin em "Day of the Dark Knight!" parar de Morgana le Fay e Etrigan, restaurar Camelot (que foi transformado em pedra por Morgana), e trazer o Rei Arthur de volta ao trono. Eles conseguem, com o Arqueiro Verde liberando Batman do controle da mente de Morgana, e são quase condecorados antes de começar a discutir a partir de rivalidade, resultando em Merlin enviá-los de volta ao seu próprio tempo.
Ele aparece mais uma vez em "Dawn of a Deadman!" juntamente com Ricardito para ajudar um Batman espectral por desenterrar seu caixão, que por sua vez continha seu corpo. Ele aparece no final da temporada "Game Over for Owlman!", caçando Batman que ele afirma que o capturou. Arqueiro Verde tem uma contrapartida Sindicato do Crime chamado Blue Bowman, também dublado por James Arnold Taylor. Na segunda temporada, ele parece parar um assalto cometido por Copperhead, mas é confrontado por um semelhante imp a Bat-Mite. que afirma ser sua "maior fã". Ele auxilia Batman em perseguição de carro contra o Coringa no teaser de "Hail the Tornado Tyrant!", Apenas para continuar a perseguição no ar quando a Mulher-Gato rouba um museu. No follow-up para este teaser em "Inside the Outsiders!", Eles são capturados pelos capangas da Mulher-Gato, mas eles fogem durante as brigas. Arqueiro é repugnado pelo flerte do Batman com o vilão, e o culpa por sua fuga.
Em "Mayhem de The Music Meister!", Arqueiro Verde tenta chamar a atenção de Canário Negro, mas não consegue devido a sua atração pelo Batman. Ele não é ouvido cantando, embora no episódio tenha um solo durante o "Drives us Bats". No entanto, no fim do episódio, ele consegue ganhar a atenção dela através da música. Ele participa de um roadrace super-powered em "Death Race to Oblivion", e junta forças com Batman e Aquaman para a batalha de Ra's al Ghul em "Sidekicks Assemble!" Em "The Super-Batman of Planet X!" ele faz dupla com Batman para parar alguns piratas espaciais. Enquanto Batman protege seu parceiro, o raio e a energia de escudo criam um buraco de minhoca e puxa-o para dentro, deixando o Arqueiro para lidar com os piratas sozinho. Em "Night of the Batmen!" ele se veste como Batman e não só luta com o Pistoleiro mas luta também com Cavalier, Babyface, Mariposa Assassina, Toyman, e Mestre dos Esportes no processo, em uma só tacada os derrota. Além disso, o Arqueiro Verde aparece em um cameo mudo no episódio de duas partes "The Siege of Starro!", Entre os heróis possuídos por Starro e, mais tarde, como um dos heróis que já foram livres do controle da mente de Starro. Finalmente, no episódio "The Knights of Tomorrow!", Que mostra o futuro da família Wayne como imaginado por Alfred Pennyworth, Oliver aparece como convidado no casamento de Bruce Wayne e Selina Kyle, com seu desenho que se assemelha a sua aparência moderna. Mais tarde no episódio, um Oliver, idoso, aparece no funeral de Bruce e sua esposa Selina, acompanhado de sua filha, que tem uma estranha semelhança com Dinah Lance, e é, presumivelmente, Olivia Queen do enredo do Kingdom Come.

#### DC Showcase
DC Showcase: Green Arrow (um curta de animação dirigido por Joaquim Dos Santos) foi incluído no DVD do filme de animação Superman/Batman: Apocalypse. O ator Neal McDonough dubla o Arqueiro Verde. O curta começa com o Arqueiro Verde à espera, fora de um aeroporto, da chegada de sua namorada, Dinah, mas está preso no trânsito devido à chegada da princesa Perdita. Enquanto isso, o Conde Vertigo contrata Merlyn para assassinar Perdita, que é sobrinha de Vertigo. Princesa Perdita agora é a rainha de Vlatava devido ao rei, pai de Perdita, ser assassinado por Vertigo. Enquanto Perdita está em um aeroporto nos Estados Unidos, Merlyn ataca. O Arqueiro Verde descobre o plano de Vertigo e é forçado a intervir. O Arqueiro despacha vários capangas de Merlyn, mantendo a Princesa Perdita segura antes de ter que duelar com o próprio Merlyn. Após Merlyn ser derrotado, Vertigo tenta matar os dois, Perdita e o herói, apenas para ser derrotado quando Canário Negro, que é revelada ser a namorada que o herói estava aguardando, derrota Vertigo com o "Grito do Canário" que o deixa inconsciente. No rescaldo da batalha com Vertigo, Arqueiro Verde propõe a Canário Negro o casamento, com o apoio da ansiosa Princesa Perdita. O filme termina com Canário Negro aceitando a proposta do Arqueiro Verde, e os dois compartilham um beijo apaixonado.

#### Justiça Jovem
Arqueiro Verde aparece como um membro da Liga da Justiça na série animada Justiça Jovem. Ele é dublado por Alan Tudyk. No episódio piloto "Independence Day", Arqueiro Verde e Ricardito estão atrasados para uma cerimônia de indução de ajudante na Sala de Justiça, e Ricardito acredita erroneamente que ele não será um membro oficial da JLA e denuncia com raiva o Arqueiro Verde. Arqueiro Verde aparece novamente em "Infiltrator" com sua nova ajudante, Artemis, que afirma ser sua sobrinha. Quando o vilão Light assume o controle da Liga da Justiça, Arqueiro Verde e outros tentam caçar e matar seus aprendizes. Arqueiro Verde retorna em "Salvage" para enfrentar Arqueiro Vermelho por causa de sua obsessão por encontrar o Ricardito original. Quando o Arqueiro Vermelho consegue, Ricardito fica zangado com o Arqueiro Verde por desistir dele. Em Young Justice: Outsiders, que se passa dois anos depois, ele renuncia à Liga da Justiça em uma ação pré-planejada para interferir no tráfico de seres humanos como vigilantes com Batman, seus protegidos e outros membros da Liga da Justiça.

#### Mad
Arqueiro Verde aparece em Mad onde ele tenta apelar para o Super-Homem, Batman e Mulher Maravilha em serem chamados de "Super Amigos".

#### DC Nation Shorts
Arqueiro Verde aparece em um dos DC Nation Shorts no Cartoon Network com a voz de Will Friedle.

#### Vixen
O Arqueiro Verde aparece em Vixen, que se encontra dentro do Universo Arrow, dublado por Stephen Amell.

#### Justice League Action
O Arqueiro Verde aparece na série animada Justice League Action, dublado por Chris Diamantopoulos.

#### DC Super Hero Girls
O Arqueiro Verde aparece na série animada de 2019 DC Super Hero Girls, dublado por Eddie Perino. Nesta versão, ele é o inimigo de palco da Zatanna e é membro dos Invincibros.

### Live-action

#### Smallville

Justin Hartley como Arqueiro Verde/Oliver Queen, na série de televisão Smallville.

O Arqueiro Verde fez sua primeira aparição como um jovem Oliver Queen perto do final do episódio "Sneeze" da sexta temporada da série do Superman, Smallville. Interpretado por Justin Hartley, Lois Lane era o seu interesse amoroso durante suas aparições na sexta temporada. Em Smallville, Oliver é mais um anti-herói, cometendo atos criminosos, a fim de atingir os seus objetivos (principalmente explodir o transporte médico de Lex Luthor), sob a crença de que os fins justificam os meios. O Arqueiro Verde de Smallville parece ser uma combinação de Oliver Queen e Bruce Wayne.
Depois de um começo difícil, ele se torna um aliado confiável e amigo de Clark Kent. O Arqueiro Verde mantém suas muitas flechas originais e demonstra habilidade de tiro com arco, junto com o uso habilidoso de uma besta. Em Smallville, Oliver foi usava um novo traje moderno que tinha equipamentos projetados por sua companhia. O Arqueiro também faz uso extensivo de arco composto adaptado.
Retornou na sétima temporada para o episódio "Siren", no qual ele continua a sua luta contra a LuthorCorp e encontra um outro super-herói, a Canário Negro, a quem ele recruta para sua Liga da Justiça. Em uma sequência de flashbacks do episódio "Veritas", da sétima temporada, uma versão jovem de Oliver Queen pode ser visto sendo interpretado por Luke Gair.
Ele voltou como um personagem regular na oitava temporada, onde foram mostradas sequências de flashbacks de sua história de origem na ilha deserta e a sua descoberta de que Lionel Luthor que assassinou seus pais. Desde que aprendeu isso, ele abandonou sua persona heroica e começou a beber e se divertir muito. É somente quando ajuda Clark a manter sua identidade secreta em "Identity" que Oliver repensa seu papel como o Arqueiro Verde. Sua batalha com Lex Luthor, que começou durante a infância, mas foi visto pela primeira vez na sexta temporada, terminou em "Requiem".
Durante o episódio, Oliver completa uma "fusão" entre Queen Industries e LuthorCorp. Oliver entrou na reunião do Conselho de Administração da LuthorCorp, como eles estavam prestes a ter um voto de não-confiança em Tess Mercer. Oliver estabeleceu-se como acionista majoritário dos ativos da LuthorCorp. Enquanto a presidente falava, Oliver percebeu um berço de Newton misteriosamente balançando, que de repente parou. Com isso, ele disse-lhes para descer, como uma grande explosão aconteceu. Oliver informou Clark e Lana sobre isso, mas Lana podia ver que ele não estava dizendo toda a verdade... que Chloe podia ver quando Oliver pediu sua ajuda em informações sobre Winslow Schott. Schott foi ver Oliver para matá-lo com uma bomba de brinquedo, mas Oliver conseguiu se libertar e forçou o Toyman para dizer onde Lex estava. Oliver pegou a bomba de brinquedo e a usou para explodir o caminhão móvel em que Lex estava, matando-o. Chloe descobriu que Oliver estava por trás da bomba e, quando confrontou Oliver disse que não havia diferença entre o que ele fez e o que Chloe fez para Sebastian Kane (a sobre-humana com a capacidade de absorver a memória pelo toque que tinha deduzido a identidade do Superman, Chloe- seu intelecto temporariamente reforçado por Brainiac- deliberadamente tocou Kane, a escala de seu conhecimento deixando-o catatônica). Chloe relutantemente concordou em manter o envolvimento de Oliver no assassinato em segredo, uma vez que ambos queriam manter Clark seguro.
Em "Doomsday", Oliver e da Liga da Justiça capturam Davis Bloome, a fim de forçar Clark a matá-lo, mas Chloe separa Davis de sua persona Doomsday com a kryptonita preta, e Doomsday escapa, ferindo todos eles. Clark derrota Doomsday, enterrando-lhe uma milha do solo. O grupo, posteriormente, deixa Metrópolis, sentindo-se responsável pela morte de Jimmy Olsen, que foi morto quando Doomsday escapou.
Após os acontecimentos de "Doomsday", a vida de Oliver começa a desmoronar, levando a uma discussão com Clark em "Rabid". Quando Clark parte para a Torre de Vigilância, ele deixa Lois sob os cuidados de Oliver, deixando-os em um elevador para protegê-los dos cidadãos zumbis. Vendo a sua reflexão, Oliver percebe o quão longe ele caiu, mas se distrai e deixa Lois adormecer. Despertando como um zumbi, Lois ataca Oliver e escapa do elevador. Quando a infecção é curada, Clark confronta com raiva Oliver sobre sua incapacidade de proteger Lois e Oliver admite que Clark estava certo, e agora ele sabe o que ele precisa fazer com sua vida. Após Clark partir, um  Oliver desanimado queima suas setas  e seu traje verde, efetivamente desistindo de ser um super-herói.
No episódio "Echo", Oliver atingiu seu ponto mais baixo, e a Queen Industries está agora à beira da falência. Tess Mercer é capaz de obter Oliver de volta para o mundo corporativo e fazer um discurso para levantar o moral dos acionistas. No entanto, Winslow Schott novamente visa Oliver, em busca de vingança, assim como tenta fazer Oliver admitir sua culpa no assassinato de Lex Luthor. Ele o força a ficar em numa mina terrestre sob o pódio. No entanto, depois que todos foram embora, um deprimido Oliver pisou fora da bomba, na tentativa de suicídio, apenas para descobrir que a bomba era uma farsa. Depois de conversar com Clark, Oliver vê a imagem de Lex Luthor quando ele olha em um espelho e tem pavor de andar no mesmo caminho que seu inimigo.
Em "Roulette", Oliver está bebendo e apostando fortemente quando uma mulher, Roleta, aproxima-se dele e lhe oferece uma droga. Ele a toma, desmaia, e encontra-se envolvido em uma série de jogos elaborados. Eventualmente, Chloe diz a Oliver que ela e a Liga da Justiça criaram a artimanha para ajudar a convencê-lo de que ele ainda era um herói. Ele concorda em se tornar o Arqueiro Verde novamente e promete ajudar Clark a proteger Metrópolis. No episódio seguinte, "Crossfire", ele se aproxima de uma prostituta, Mia Dearden. Vendo muito de si mesmo nela, ele se oferece para ajudar a treiná-la a superar seu ódio e se tornar uma pessoa melhor.
No episódio "Supergirl", depois de descobrir que Gordon Godfrey planejava dizer ao mundo quem o Arqueiro Verde era, Oliver revelou à imprensa que ele era o Arqueiro Verde, na tentativa de minimizar a reação pública contra o super-herói que estava sendo criado pela escuridão, servindo como sua face pública. Durante a temporada, ele é brevemente corrompido por Darkseid, mas resiste à sua influência o tempo suficiente para Clark para curá-lo, assim como ele está prestes a usar a kryptonita dourada em Clark para tirar seus poderes. Mais tarde, ele se casa com Chloe Sullivan e no final da série, é sugerido que eles tiveram um filho juntos alguns anos após os eventos do final da série (intitulado "Finale"), que na oitava edição da revista em quadrinhos de continuação do seriado Smallville Season Eleven escrito pelo editor executivo da história Bryan Q. Miller, confirma que a criança é filho de Oliver e como Chloe anuncia sua gravidez para ele. Ele e Chloe nomeiam, mais tarde, o seu filho recém-nascido de "Jonathan", mesmo nome do pai adotivo de Clark. Existem referências de outros personagens que Oliver ocasionalmente flertou como: Canário Negro, mas, presumivelmente, seu relacionamento nunca se desenvolveu em romance.
A história de Oliver continua nos quadrinhos do show, enquanto ele tenta manter sua vida como um super-herói, marido, homem de negócios, e de pai. Ele também se junta ao Departamento de Operações Extranormais como seu agente freelance sob o codinome "Arqueiro".

#### Stargirl
Em Stargirl, no episódio "Brainwave", Pat Dugan mostra a personagem titular uma foto dele e de Sideral com os membros do Sete Soldados da Vitória, Arqueiro Verde, Ricardito, Vigilante, Cavaleiro Brilhante, Vingadora Escarlate, e Wing.

## Filme

### Animação

#### Liga da Justiça: A Nova Fronteira
Arqueiro Verde também aparece em Liga da Justiça: A Nova Fronteira, assemelhando-se a sua versão da Era de Ouro.

#### Liga da Justiça: Crise em Duas Terras
Uma versão alternativa do Arqueiro Verde, chamado "Arqueiro Escarlate" aparece em Liga da Justiça: Crise em Duas Terras dublado por Jim Meskimen. Ele foi visto pela primeira vez proporcionando a segurança em uma transferência tenha sido feita por Johnny Quick, com versões alternativas de Canário Negro e Lobo. Ele dispara flechas em Flash, mas é derrotado pelo Caçador de Marte. Ele aparece novamente tentando matar um Rose Wilson alternativo para falar contra o Sindicato do Crime. Martian Manhunter pega sua flecha e passa a detê-lo por assustá-lo a ponto de cair do prédio que estava empoleirado. Mais tarde, ele é preso e sua prisão é levantada em uma reunião sobre como até mesmo a aplicação da lei comum está começando a mostrar alguma espinha dorsal.

#### Batman: O Retorno do Cavaleiro das Trevas
Oliver Queen aparece na segunda parte da adaptação animada de The Dark Knight Returns, dublado por Robin Atkin Downes.

#### Lego DC Comics Super Heroes: Justice League vs. Bizarro League
O Arqueiro Verde aparece em Lego DC Comics Super Heroes: Justice League vs. Bizarro League, dublado por Phil Morris.

#### Batman Sem Limites: Instintos Animais
O Arqueiro Verde aparece em Batman Sem Limites: Instintos Animais, dublado por Chris Diamantopoulos.

#### Batman Sem Limites: Caos Monstruoso
O Arqueiro Verde aparece em Batman Sem Limites: Caos Monstruoso, dublado por Chris Diamantopoulos.

#### Batman Unlimited: Mechs vs. Mutants
O Arqueiro Verde aparece em Batman Unlimited: Mechs vs. Mutants, dublado novamente por Chris Diamantopoulos.

#### The Lego Batman Movie
O Arqueiro Verde aparece no filme The Lego Batman Movie onde ele aparece junto com a Liga da Justiça.

#### Teen Titans Go! To the Movies
O Arqueiro Verde faz um cameo em Teen Titans Go! To the Movies.

#### Injustice
O Arqueiro Verde aparece no filme animado Injustice dublado por Reid Scott.

## Jogos eletrônicos
- Justice League Task Force
- Batman: The Brave and the Bold – The Videogame (voz de James Arnold Taylor)
- DC Universe Online (voz de David Jennison)
- Injustice: Gods Among Us (voz de Alan Tudyk, com Stephen Amell na voz no skin Arrow)
- Lego Batman 2: DC Super Heroes (versões portáteis)
- Infinite Crisis (Alan Tudyk reprisando o papel)
- Lego Batman 3: Beyond Gotham (Stephen Amell reprisando o papel)
- Batman: Arkham Knight (mencionado)
- Lego Dimensions (lançamento limitado, Chris Hardwick reprisando o papel)
- Injustice 2 (Alan Tudyk reprisando seu papel)
- DC Legends (jogo de iOS & Google Play)
- Lego DC Super-Villains (as versões quadrinhos e Arrow (série de televisão))
- Fortnite: Battle Royale (a skin na versão Arrow (série de televisão))

## Outras aparições

### Frango Robô
Arqueiro Verde foi falsificado diversas vezes em Frango Robô. Em um dos desenhos, o Arqueiro Verde dispara em um cervo com uma flecha luva de boxe e se orgulha, mas depois percebe que ele ainda tem que matá-lo e esmagar a sua cabeça com uma pedra. Ele aparece em "Bring your Sidekick to Work Day" onde traz Ricardito a uma festa onde o resto da Liga da Justiça trouxe seus companheiros.
No curta especial da DC Comics ele tenta voar no jato invisível da Mulher Maravilha, mas não pode localizar os botões certos ou interruptor e bate em uma montanha. Em seu funeral, Batman discursa sobre como ele provavelmente como personagem de quadrinhos não está morto de verdade, e com certeza, o Arqueiro Verde está na parte de trás da platéia. No terceiro especial da DC, Superman zomba dele e do Batman por não terem quaisquer poderes quando Arqueiro Verde questiona por que eles deixam um cara com uma rocha na Liga da Justiça. Batman revelou que o seu plano de contingência para matar o Arqueiro Verde é cortar sua corda, o que faria ele se sentir inútil e cometer suicídio.
A versão "Arrow" do personagem apareceu quando O Nerd (Seth Green) fantasiou sobre programas do CW. Quando O Nerd substituiu Arsenal em "Arrow", Oliver ordenou não matar ninguém (como era na temporada 2), mas O Nerd falhou miseravelmente em disparar flechas em uma parte não letal sobre os criminosos.